# Rynek (Piszczac)
Rynek – centralna część miasta Piszczac w Polsce, w województwie lubelskim, w powiecie bialskim, w gminie Piszczac.
1 stycznia 2024, wraz z odzyskaniem przez Piszczac statusu miasta, stał się obszarem miejskim.

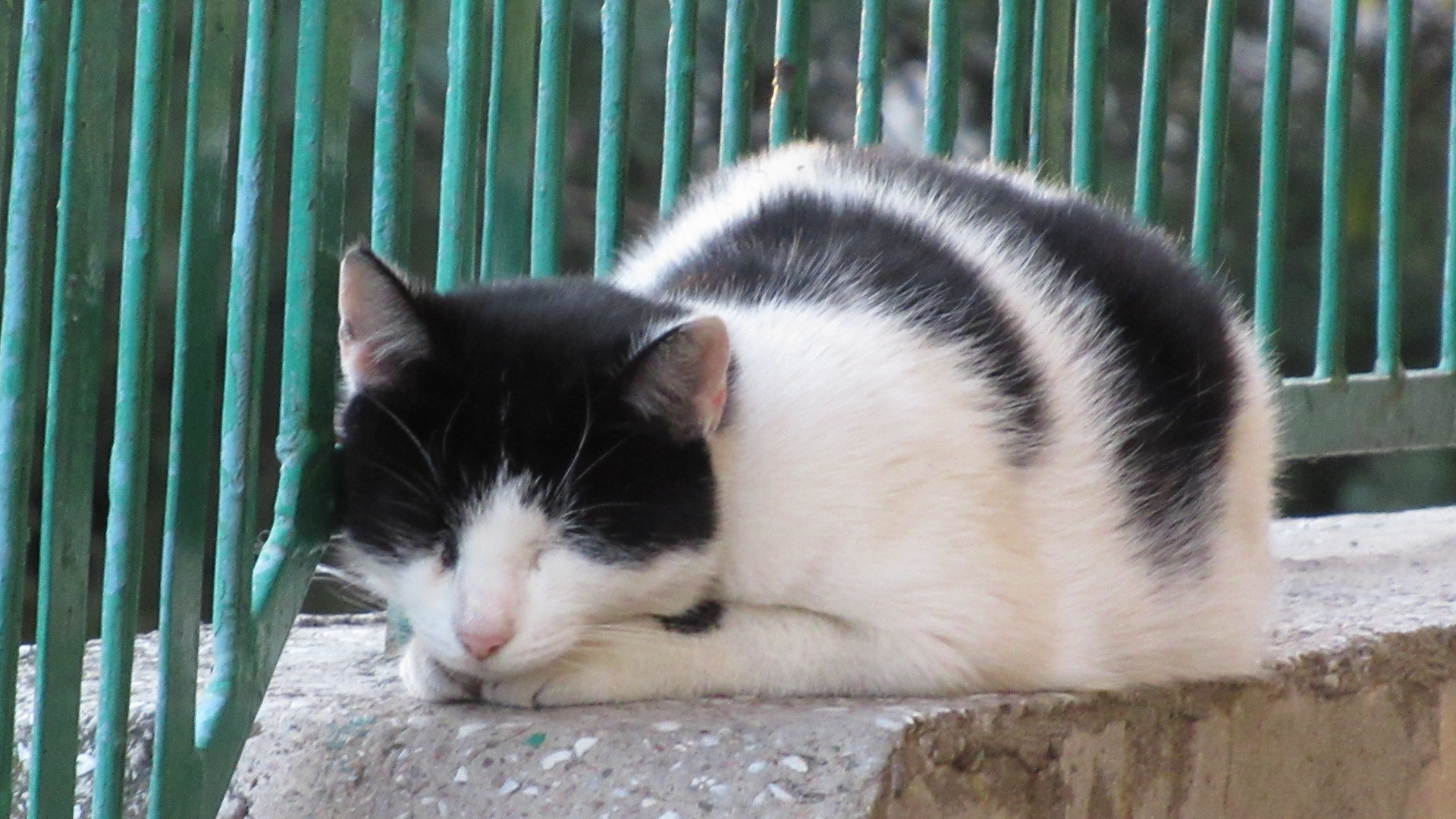
Kot śpiący na murku w Piszczacu